# Палмови отровници
Палмовите отровници (Bothriechis) са род влечуги от семейство Отровници (Viperidae).
Таксонът е описан за пръв път от Вилхелм Петерс през 1859 година.

## Видове
- Bothriechis aurifer – Жълтопетниста палмова отровница
- Bothriechis bicolor
- Bothriechis guifarroi
- Bothriechis lateralis
- Bothriechis marchi
- Bothriechis nigroviridis
- Bothriechis nubestris
- Bothriechis rowleyi – Мексиканска палмова отровница
- Bothriechis schlegelii – Жълта палмова отровница
- Bothriechis supraciliaris
- Bothriechis thalassinus